# Pustelniczek
Pustelniczek (Eremodipus) – rodzaj ssaków z podrodziny skoczków (Dipodinae) w obrębie rodziny skoczkowatych (Dipodidae).

## Zasięg występowania
Rodzaj obejmuje jeden żyjący współcześnie gatunek występujący w środkowej Azji.

## Morfologia
Długość ciała (bez ogona) 105–115 mm, długość ogona 135–165 mm; masa ciała 33–86 g.

## Systematyka
Rodzaj zdefiniował w 1930 roku rosyjski zoolog Boris Winogradow. Na gatunek typowy Winogradow wyznaczył pustelniczka wydmowego (E. lichtensteini).

### Etymologia
Eremodipus: gr. ερημος erēmos „pustynia”; rodzaj Dipus A.E.W. Zimmermann, 1780 (skoczek).

### Podział systematyczny
Do rodzaju należy jeden występujący współcześnie gatunek:
- Eremodipus lichtensteini (Vinogradov, 1927) – pustelniczek wydmowy

Opisano również gatunek wymarły z pliocenu dzisiejszego Turkmenistanu:
- Eremodipus fokanovi Shenbrot, 1986